# ここにいるよ (アルバム)
『ここにいるよ』は、2020年12月2日にヤマハミュージックコミュニケーションズから発売された中島みゆきのベスト・アルバムである。

## 概要
オリジナル・アルバム以外の発売は「中島みゆき ライブ リクエスト -歌旅・縁会・一会-」以来約2年ぶりで、ベスト・アルバムに関しては「中島みゆき・21世紀ベストセレクション『前途』」以来約4年ぶりとなる。
アルバムのタイトルは、1994年にリリースされたシングル「空と君のあいだに」の歌詞を引用し、「いつでもあなたの傍にいるよ」という想いをこめ、「エール」のコンセプトのもとに名付けられた。
当初はベスト・アルバムを出す予定がなかったが、中島自身最後の全国ツアー「結果オーライ」が新型コロナウイルス感染症の感染拡大により途中で中止となったため、急遽制作されたアルバムである。

## 収録曲
- 全作詞・作曲：中島みゆき、編曲：瀬尾一三（特記以外）

### Disc-1 エール盤
1. 空と君のあいだに
  - 31stシングルのシングルヴァージョン。日本テレビ系ドラマ『家なき子』の主題歌に起用された。
2. 旅人のうた
  - 32ndシングル。日本テレビ系ドラマ『家なき子2』の主題歌に起用された。尚、このアルバムでは『Singles 2000』ヴァージョンでの収録である。
3. 宙船 (そらふね)
編曲：瀬尾一三・中村哲
  - 34thアルバム『ララバイSINGER』に収録。2006年にTOKIOに提供した楽曲のセルフカバー。
4. 糸
  - 20thアルバム『EAST ASIA』に収録された後、1998年に35thシングル「命の別名」の両A面としてシングルカットされた。
5. ファイト!
編曲: 井上堯之
  - 10thアルバム『予感』に収録された後、1994年に31stシングル「空と君のあいだに」の両A面としてシングルカットされ、住友生命「ウィニングライフ」のCMソングに起用された。
6. ひまわり“SUNWARD”
  - 22ndアルバム『LOVE OR NOTHING』に収録。
7. 瞬きもせず
  - 35thシングル。映画『学校III』の主題歌に起用された。
8. 泣いてもいいんだよ
  - 44thシングル「麦の唄」のカップリングに収録。2014年にももいろクローバーZに提供した楽曲のセルフカバー。
9. 負けんもんね
編曲：瀬尾一三・中村哲
  - 37thアルバム『真夜中の動物園』に収録。
10. 時代
  - 2ndシングル。
  - 1993年に発表されたヴァージョンでの収録。
11. ホームにて
編曲：福井峻
  - 3rdアルバム『あ・り・が・と・う』に収録された後、1977年に5thシングル「わかれうた」のカップリング曲としてシングルカットされた。
12. 空がある限り
  - 41stアルバム『組曲 (Suite)』に収録。BSジャパン『日経プラス10』のエンディングテーマに起用された。
13. 地上の星
  - 37thシングル。NHK総合『プロジェクトX〜挑戦者たち〜』のオープニングテーマとして起用された。
  - ベスト・アルバム『中島みゆき・21世紀ベストセレクション『前途』』に収録された、後奏のフェードアウトが早いヴァージョンでの収録。

### Disc-2 寄り添い盤
1. アザミ嬢のララバイ
編曲：船山基紀
  - デビューシングル。
2. 泣きたい夜に
編曲：後藤次利
  - 7thアルバム『生きていてもいいですか』に収録。
3. 愛だけを残せ (remix)
  - 41stシングル。映画『ゼロの焦点』の主題歌に起用された。
  - コレクション・アルバム『十二単〜Singles 4〜』に収録された、リミックスヴァージョンでの収録。
4. 悪女
編曲：船山基紀
  - 11thシングル。
5. あした
  - 24thシングル。KDD『001』のCMソングに起用された。
6. タクシードライバー
編曲：福井峻
  - 5thアルバム『親愛なる者へ』に収録。
7. with
  - 18thアルバム『夜を往け』に収録された後、1990年に25thシングルとしてシングルカットされ、映画『息子』のイメージソングに起用された。
8. 最後の女神
  - 30thシングル「時代/最後の女神」に収録。TBS系『筑紫哲也 NEWS23』のエンディングテーマに起用された。
9. 慕情
  - 45thシングル。テレビ朝日系帯ドラマ劇場『やすらぎの郷』の主題歌に起用された。
10. 帰省
  - 28thアルバム『短篇集』に収録。2000年に由紀さおり・安田祥子に提供した楽曲のセルフカバー。
11. たかが愛
  - 24thアルバム『パラダイス・カフェ』に収録された後、1996年に33rdシングルとしてシングルカットされ、テレビ朝日系テレビドラマ『はみだし刑事情熱系』（第1シリーズ）の主題歌に起用された。
12. 風の笛
  - 39thアルバム『常夜灯』に収録。
13. 誕生
  - 27thシングル。映画『奇跡の山 さよなら、名犬平治』の主題歌に起用された。

### DVD（初回盤のみ）
1. Nobody Is Right 〜中島みゆき TOUR 2010 より
  - 35thアルバム『I Love You, 答えてくれ』に収録された楽曲のライブ映像。